# Indra Putra Mahayuddin
Indra Putra Mahayuddin (Ipoh, 2 de septiembre de 1981) es un futbolista malayo muy versátil, puede jugar de media punta o de extremo por ambas bandas. Actualmente es el segundo capitán del Kelantan FA en la Super Liga de Malasia. El 20 de octubre de 2012 marcó un precioso gol en la prórroga de la final de la Copa de Malasia, ganando el partido por 3-2 frente al ATM FA y dándole el título al Kelantan FA, lo que suponía conseguir el histórico triplete de 2012, en el que consiguió la Super Liga de Malasia, la Copa FA Malasia y la Copa de Malasia.

## Logros

### Club
Perak
- Liga Perdana 1: 2002, 2003

Pahang
- Malaysia Super League: 2004
- Malaysia FA Cup: 2006

Kelantan
- Malaysia Super League: 2012
- Malaysia FA Cup: 2012, 2013
- Malaysia Cup: 2010, 2012

Kuala Lumpur City
- Malaysia Cup: 2021

### Individual
- Bota de Oro de la Superliga de Malasia: 2004
- Mejor Delantero de Malasia: 2009 – Kelantan FA
- Mejor Jugador de Malasia : 2009 – Kelantan FA

### Récords
- Primer jugador en llegar a 100 goles en la Malaysia Super League[1][2]
- Goleador histórico de la Malaysia Super League: 102 goles